# Anthophora zombana
Anthophora zombana är en biart som beskrevs av Cockerell 1910. Anthophora zombana ingår i släktet pälsbin, och familjen långtungebin. Inga underarter finns listade i Catalogue of Life.